# Algarve jenseits des Meeres

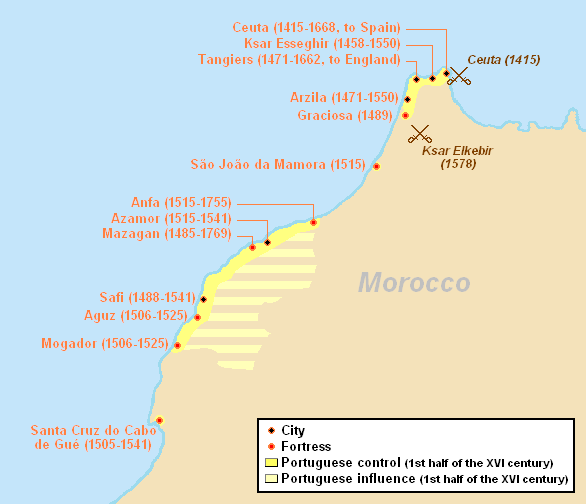
Algarve ultramar: Portugals ehemalige Besitzungen an Marokkos Küste

Als Algarve jenseits des Meeres (Portugiesisch: Algarve ultramar, später Algarve d’além-mar) wurden die vom 15. bis 18. Jahrhundert in Portugals Besitz befindlichen Plätze an der marokkanischen Küste bezeichnet, die als das dem portugiesischen Titularkönigreich Algarve gegenüberliegende Ufer und somit als dessen Fortsetzung angesehen wurden. 

## Geschichte
Zusammen mit der südportugiesischen Region bildeten die zwischen der Meerenge von Gibraltar und dem Kap Bojador besetzten nordafrikanischen Küstenstützpunkte als die beiden Algarven (Plural, portugiesisch: Algarves) einen Teil des Königreichs Portugal. Mit Ceuta wurde 1415 der erste Stützpunkt erobert, danach kamen Alcazarquivir (1458), Arzila (1471) und Tanger (1471) hinzu. Die meisten Plätze wurden im 17. Jahrhundert aufgegeben. Ceuta blieb als einziges vormals portugiesisches Gebiet, nach dem Ende der Personalunion, 1640 bei Spanien. Noch heute führt diese spanische Enklave in Marokko daher das portugiesische Wappen. Mit Mazagão (El Jadida) ging 1769 der letzte Stützpunkt verloren, das portugiesische Königtum führte den Titel aber noch bis ins 19. Jahrhundert weiter.